# تفرسيت
تفرسيت بالتيفيناغ ⵜⴰⴼⵙⵉⵜ جماعة قروية تابعة لقبيلة تفرسيت الريفية الأمازيغية بإقليم الدريوش وتتموقع في شمال هذا الإقليم في شمال المغرب. تحد شمالا بجماعتي تمسمان وجماعة بن الطيب الأولى تابعة لقبيلة تمسمان والثانية لقبيلة آيت أوليشك، وشرقا تحد بجماعة الدريوش التابعة لقبيلة مطالسة، جنوبا تحد بجماعة ميضار، وغربا بجماعة إفرني التابعتين لقبيلة آيت توزين. يبلغ عدد سكانها حوالي 10403 نسمة حسب إحصاء سنة 2004. منهم 6848 في الوسط القروي و3555 في مركز تفرسيت.

## أعلام
- عبد الوافي لفتيت

## وصلات خارجية
- [fb.com/tafersite موقع يهتم بتفرسيت: fb.com/tafersite]